# Едмъндс (окръг)
Окръг Едмъндс (на английски: Edmunds County) е окръг в щата Южна Дакота, Съединени американски щати. Площта му е 2981 km², а населението - 3919 души (2017). Административен център е град Ипсуич.